# Moselkopf
Der Moselkopf ist ein 747,5 m ü. NHN hoher Berg im Rothaargebirge im Kreis Siegen-Wittgenstein in Nordrhein-Westfalen.

## Geographie
Der Moselkopf wird dem Ziegenhellen-Naturraum zugerechnet. Der Gipfel liegt etwa 4 km östlich der Ortschaft Girkhausen und etwa 2 km nördlich der Ortschaft Wunderthausen im Kreis Siegen-Wittgenstein in Nordrhein-Westfalen. Der Gipfel der Ziegenhelle befindet sich etwa 1,9 km in nordöstlicher Richtung. 

## Gewässer
In etwa 0,7 km Entfernung zum Gipfel in nordöstlicher Richtung entspringt der Schweizergrund, der den Moselkopf an der nördlichen und der westlichen Flanke umfließt. Ebenfalls in nordöstlicher Richtung liegt in 1,1 km Entfernung die Quelle der Schwarzenau, die den Moselkopf südlich und östlich begrenzt. Der Schweizergrund mündet 0,8 km südwestlich vom Gipfel rechtsseitig in die Schwarzenau ein. Die Schwarzenau, die im unteren Verlauf Marienwasser genannt wird, ist ein linksseitiger Zufluss der Odeborn. 

## Natur und Umwelt
Der Moselkopf ist nahezu vollständig mit dichtem Laub- und Nadelwald bewachsen, nur wenige Stellen sind dem Borkenkäfer zum Opfer gefallen. Der Berg liegt vollständig in dem 991 ha großen Naturschutzgebiet Bergland Wittgenstein (SI-089), das aus drei Teilflächen besteht und im Jahr 2004 unter der Schlüsselnummer SI-089 unter Naturschutz gestellt wurde. Das Naturschutzgebiet Bergland Wittgenstein erstreckt sich nordöstlich der Kernstadt Bad Berleburg und südwestlich von Züschen, einem Stadtteil von Winterberg im Hochsauerlandkreis. 